# فانتین
فانتین شخصیتی خیالی در رمان بینوایان به قلم ویکتور هوگو در سال ۱۸۶۲ است. او زنی جوان است که توسط معشوقش ترک می‌شود و با دختر خردسالش کوزت تنها می‌ماند. فانتین برای تأمین زندگی خود و فرزندش مجبور به کار در یک کارخانه می‌شود، اما پس از افشای این‌که او یک مادر مجرد است، شغلش را از دست می‌دهد. در نهایت، فشار فقر و مشکلات او را به تن‌فروشی می‌کشاند. وضعیت جسمی و روحی او به سرعت بدتر می‌شود و در نهایت در حالی که هنوز نتوانسته است دخترش را دوباره ببیند، از دنیا می‌رود. داستان او به تصویر کشیدن رنج زنان و طبقات محروم جامعه فرانسه در قرن نوزدهم می‌پردازد.